# Damon Albarn

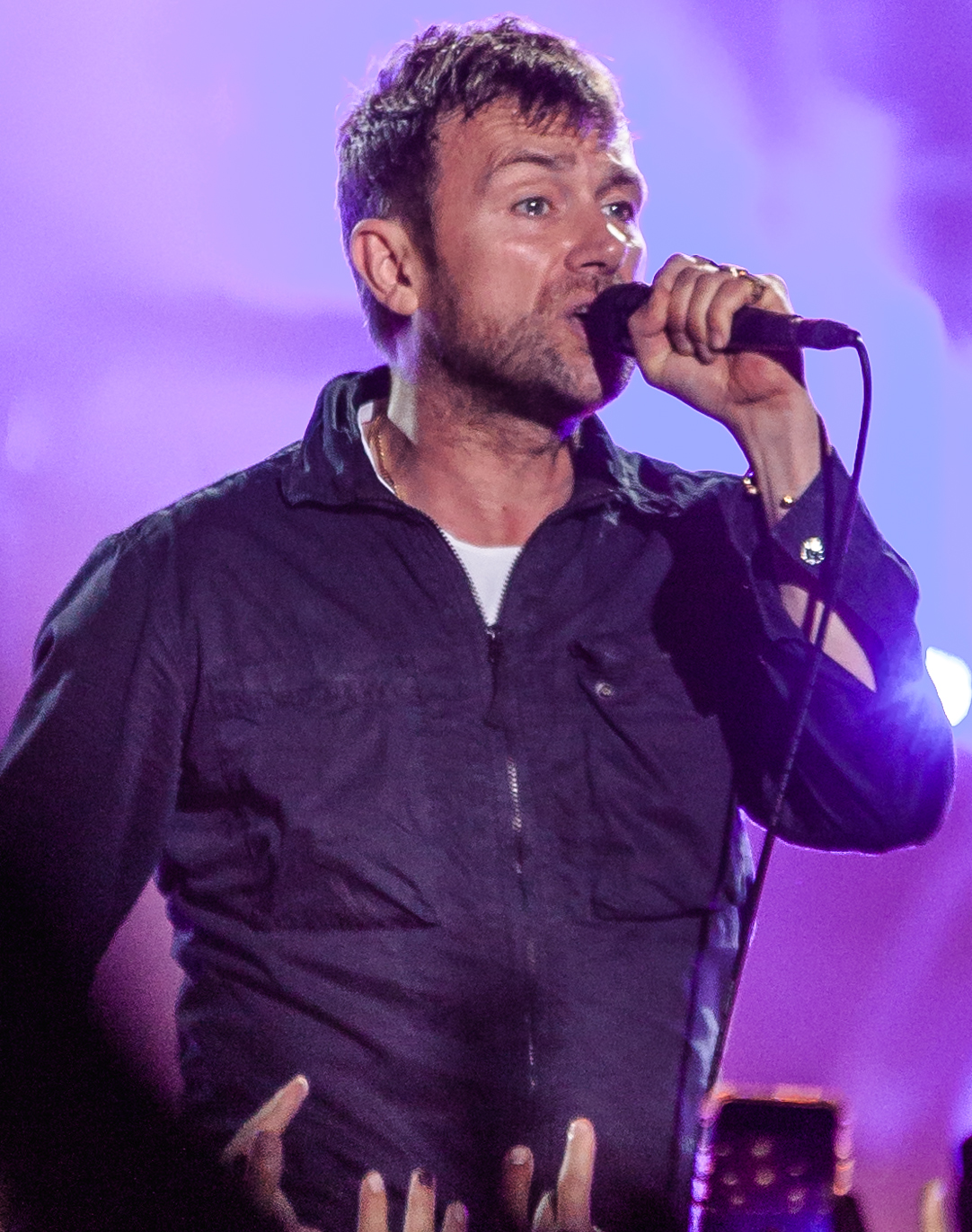
Damon Albarn, 2018

Damon Albarn, OBE (* 23. März 1968 in London) ist ein britischer Musiker und Sänger. Er ist der musikalische Kopf von Blur (neben Graham Coxon), den Gorillaz und dem Projekt The Good, the Bad & the Queen.

## Leben
Albarn wuchs in Essex auf, wo sein Vater Ende der 1970er Jahre an der Universität Essex angestellt wurde. Dort hat Albarn die Stanway Comprehensive School besucht, wo er Graham Coxon kennengelernt hat. Im Jahr 1987 siedelte Albarn nach London über, wo er unter anderem mit der Band Two’s a Crowd spielte. Im Jahr 1989 wurde die Band Seymour gegründet, die ein Jahr später in Blur umbenannt wurde. Seit 2001 verzeichnet er zusammen mit seinem ehemaligen Wohnpartner, dem Tank-Girl-Zeichner Jamie Hewlett, und ihrer Cartoonband Gorillaz weltweite Erfolge.
Albarn lebt im Londoner Stadtteil Notting Hill und hat eine im Jahr 1999 geborene Tochter. Albarn ist Vegetarier.
2014 berichtete er, während der Zeit der größten Erfolge von Blur um die Mitte der 1990er Jahre heroinsüchtig gewesen zu sein; zwar habe ihn die Droge kreativer gemacht, doch zugleich auch sozial isoliert, und letztlich sei jede Form von Abhängigkeit schlecht.
Seit Januar 2021 besitzt Albarn, der einen Wohnsitz in Reykjavík hat, die isländische Staatsbürgerschaft.

## Wirken
1997 war Albarn in dem Gangsterfilm Face zu sehen. Zwei Jahre später schrieb er mit Michael Nyman am Soundtrack für Ravenous – Friss oder stirb. Im Jahr 2000 schrieb er zusammen mit dem isländischen Komponisten Einar Örn Benediktsson den Soundtrack zu dem Film 101 Reykjavík.
Am 26. Oktober 2006 wurde im Rahmen der ersten BBC electricproms sein Projekt The Good, the Bad & the Queen präsentiert. Einen eigentlichen Namen hat die Band nach eigenen Angaben nicht. Sie besteht neben Damon Albarn aus Tony Allen (Fela Kuti), Paul Simonon (The Clash) und Simon Tong (The Verve).
Albarn komponierte eine Oper mit dem Namen Monkey: Journey to the West. Jamie Hewlett half ihm bei Design und Animation, Regie führte Chen Zi-Sheng. Das Projekt war erfolgreich und fand 2011 mit Dr Dee: An English Opera einen Nachfolger.
Bobby Womacks Album von 2012, The Bravest Man in the Universe, wurde von Albarn produziert. Beide erschienen gemeinsam auf dem Glastonbury Festival 2013, Womack wurde bei seinem Auftritt von Albarn am Piano begleitet. Außerdem arbeitete Albarn mit Martijn Teerlinck alias The Child of Lov an dessen Debütalbum von 2013 mit. Im April 2014 erschien sein erstes Soloalbum Everyday Robots. 2015 legte er mit dem Kollektiv Africa Express eine afrikanische Fassung von Terry Rileys In C vor.

## Solodiskografie
Alben
- Dr Dee: An English Opera (2012)
- Everyday Robots (2014)[15]
- The Nearer the Fountain, More Pure the Stream Flows (November 2021)

Lieder
- The Marvelous Dream (2012)
- Everyday Robots (2014)
- Heavy Seas of Love (2014)
- Mr. Tembo (2014)